# Lizant
Lizant település Franciaországban, Vienne megyében. Lakosainak száma 381 fő (2022. január 1.). Lizant Nanteuil-en-Vallée, Taizé-Aizie, Genouillé, Saint-Gaudent és Voulême községekkel határos.

## Népesség
A település népességének változása:
| Lakosok száma | 429  | 419  | 404  | 396  | 391  | 387  | 370  | 381  |
|               | 2013 | 2015 | 2017 | 2018 | 2019 | 2020 | 2021 | 2022 |